# Karel Hrubý (pedagog)
Karel Martin Hrubý (3. listopadu 1794 Nové Sedlo – 4. ledna nebo 6. ledna 1882 St. Louis, Missouri) byl česko-americký univerzitní pedagog, učitel jazyků, drogista a farmaceut. Je připomínán jako první univerzitní pedagog českého původu v USA, působící v letech 1852 až 1857 na Miami University v Oxfordu v Ohiu, a jako respektovaná postava zdejšího českého krajanského života.

## Život

### Mládí
Narodil se jako Karel Martin Hrubý v Novém Sedle v severozápadních Čechách v rodině majetného rolníka Jakuba Hrubého. Po absolvování základního vzdělání byl rodiči poslán ke studiím na gymnáziu v Jindřichově Hradci, po jehož dokončení nastoupil roku 1819 ke studiím na Filosofické fakultě Karlo-Ferdinandovy univerzity v Praze. Zde byli jeho učiteli např. Josef Jungmann, W. G. Kupetz, Dr. Jiří N. Schnabel či Dr. Kohler, mezi jeho spolužáky patřili také básník Boleslav Jablonský či Václav Filípek. Nepokračoval v navazujícím studiu a přijal místo profesora na jindřichohradeckém gymnáziu. Posléze přijal místo vychovatele v rodině barona Berchoma v bavorském Mnichově, kde strávil čtyři roky, poté se vrátil do Prahy. Zde se pokoušel prosadit v prostředí zdejší univerzity, čelil však útisku pro svou českou národnost. Roku 1834 se proto přestěhoval do německých Brém, kde pobýval jeho přítel Dr. Alexandr. Zde se zasnoubil a posléze oženil. Ještě téhož roku přijal výzvu evangelického kněze Fridricha Muencha, který sháněl osadníky ochotné vycestovat k životu v americkém státě Missouri.

### V USA
Po plavbě přes Atlantský oceán dorazil téhož roku do přístavu Baltimore v Marylandu. Zde se pro nesouhlas s praktikováním otroctví v Missouri od skupiny se svou rodinou oddělil, a následně se přesunul do okresu Dark County ve svobodném státě Ohio. Zde vlastnil a provozoval farmu, po pěti neúspěšných letech se však rodina přestěhovala do nedalekého města Dayton, kde Hrubý začal pracovat jako drogista a lékárník. Roku 1841 se přestěhoval do města Piqua v Ohiu, kde si zřídil vlastní obchod. Kontinuálně si přitom doplňoval, především jazykové, vzdělání.
Roku 1852 byl pozván k pedagogickému působení, výuky německého a francouzského jazyka, na Miami University v Oxfordu v Ohiu, kam se i s rodinou přestěhoval. Stal se tak prvním Čechoameričanem, který se stal univerzitním pedagogem. Zde působil až do roku 1857, kdy byl údajně nahrazen pedagogem německého původu Christienem, odešel tedy z Oxfordu do městečka Covington nedaleko Piquy, kde rovněž provozoval vlastní lékárnu. Po skončení americké občanské války se roku 1866 se odsud přestěhoval do Collinsville ve státě Illinois, kde si následně zřídil soukromou anglicko-německou školu. Tu vedl až do roku 1870, kdy se pak si se svou ženou přestěhovali k jejich dceři, manželky novináře Karla Alise, do St. Louis v Missouri.
Celoživotně byl věrný svému českému původu a ctil především osobnost a myšlenky Mistra Jana Husa.

### Úmrtí
Karel Martin Hrubý zemřel 4. nebo 6. ledna 1882 v St. Louis ve věku 87 let.